# Rujevica (gmina Sokobanja)
Rujevica (cyr. Рујевица) – wieś w Serbii, w okręgu zajeczarskim, w gminie Sokobanja. W 2011 roku liczyła 193 mieszkańców.